# Spanish Wells
Spanish Wells è un distretto delle Bahamas con 1.537 abitanti al censimento 2010 situato nell'isola di St. George's Caye.